# 金装水
金装水，位于中国广东省西部，是贺江左岸支流，发源于怀集县南部桥头镇大帽顶，西北流经怀集县桥头镇治、燕岩风景区和封开县金装镇，于南丰镇莲岐村以南汇入贺江。河长43千米，流域面积400平方千米。年均径流量1.75亿立方米。下游封开县金装镇境内富黄金资源。枯水期流量少，易受污染。